# Trichosanthes jinggangshanica
Trichosanthes jinggangshanica är en gurkväxtart som beskrevs av C.H. Yueh. Trichosanthes jinggangshanica ingår i släktet Trichosanthes och familjen gurkväxter. Inga underarter finns listade i Catalogue of Life.